# Ramón José Castellano
Ramón José Castellano (Villa Dolores, 15 de fevereiro de 1903 - Córdova , 27 de janeiro de 1979) foi o arcebispo argentino de Córdoba, conhecido por ordenar ao sacerdócio Jorge Mario Bergoglio, SJ, que mais tarde se tornou o Papa Francisco . 

## Biografia
Em 18 de setembro de 1926 foi ordenado sacerdote, aos 23 anos, para a então Diocese de Córdoba, antecessora da Arquidiocese. Aos 42 anos foi nomeado bispo auxiliar de Córdoba e bispo titular de Flavias, pelo que foi consagrado bispo em 28 de abril de 1945 pelo então arcebispo de Córdoba, Fermín Emilio Lafitte. Os principais co-consagradores foram os bispos Froilán Ferreira Reinafé, de La Rioja, e Alfonso María Buteler, de Mendoza.
Em 26 de março de 1958, Castellano foi promovido a arcebispo de Córdoba. Ele manteve este cargo até sua renúncia em 19 de janeiro de 1965, quando foi nomeado arcebispo titular de Iomnium, mas renunciou ao cargo em 20 de dezembro de 1970, aos 67 anos. Manteve o título de arcebispo emérito de Córdoba até sua morte, aos 75 anos.
Dom Castellano participou de duas sessões do Concílio Vaticano II. Seus restos mortais foram enterrados na catedral da arquidiocese. 